# Tellkampfschule
Die Tellkampfschule ist ein Gymnasium sowie eine Umweltschule, Europaschule und Partnerschule in Hannover im Stadtteil Südstadt. Sie wurde 1835 von Adolf Tellkampf als höhere Bürgerschule gegründet und 1936 nach ihm benannt.

## Beschreibung
Die 1835 entstandene Schule ist nach dem Ratsgymnasium das zweitälteste Gymnasium Hannovers. Heute ist es eine Ganztagsschule mit Arbeitsgruppen. Es findet ein Austausch mit europäischen Schulen und Schulen in den USA statt. 2003 war die Tellkampfschule die erste Europaschule Hannovers, 2005 wurde sie mit dem Titel Schule ohne Rassismus – Schule mit Courage ausgezeichnet. Seit 2016 ist die Tellkampfschule offizielle Umweltschule. Es bestehen ein Ruderverein und ein Schullandheim. 2023 gab es etwa 1000 Schüler und etwa 75 Lehrer. Die Klassengröße lag im 5. Jahrgang bei 30 bis 31 Schülern. Seit 2019 ist die Tellkampfschule auch eine Inklusionsschule. Momentan beherbergt die Tellkampfschule 5 Inklusionsschüler. Dementsprechend wurden mehrere Differenzierungsräume   in der Schule eingerichtet. Seit 2021 ist die Tellkampfschule Teil des Modell Projekt Zukunftsschule.

## Gründung
Anfang des 19. Jahrhunderts sollten in Hannover Bürgerschulen als Schulform entstehen, deren Besuch sich auch einfache Bürger leisten konnten. Dem Pädagogen Adolf Tellkampf war klar, dass zwei neue Schulformen entstehen mussten: eine, die auf dem neuesten Stand der Technik war: das naturwissenschaftlich orientierte Realgymnasium und eine andere, die wirtschaftlich orientiert war: die Handelsschule. Beides konnte er im I. Realgymnasium zu Hannover verwirklichen. Diese Schule wurde 1936 nach Adolf Tellkampf als ihrem ersten Schulleiter benannt, nachdem der Versuch abgewehrt wurde, sie in „Hermann Göring Schule“ umzubenennen.

## Schulgebäude
Die Tellkampfschule war seit ihrer Gründung in mehreren Gebäuden untergebracht. In der Anfangszeit bekam sie 1835 als „höhere Bürgerschule“ ein Bürgerhaus am Aegidientorplatz zugewiesen. Wegen Platzmangel konnte sie 1854 zusammen mit dem Ratsgymnasium in ein neu errichtetes Haus, wieder am Aegi, umziehen. Bei einem der Luftangriffe auf Hannover im Jahr 1943 wurde das Schulgebäude zerstört. Der Unterricht begann wieder am 1. Oktober 1945 in den stark beschädigten Räumen der Wilhelm-Raabe-Schule. 1946 bis 1950 war die Tellkampfschule zusammen mit anderen Schulen in der Volksschule Pfalzstraße untergebracht.

### Unterbringung Bismarckschule
1950 bis 1955 nahm die Bismarckschule die Tellkampfschule bei sich auf. Die Schüler beider Anstalten hatten schichtweise organisierten Unterricht, der das Gebäude von morgens bis spät abends füllte, die letzten Nebenräume waren schon als Klassenräume benutzt. Unter dem Dach hatte man noch Behelfsräume eingerichtet, um überhaupt für alle Klassen in einer Schicht Raum zu haben. Im Laufe des Schuljahres 1953/54 stellte sich heraus, dass infolge der schnellen Erweiterung der Südstadt einschließlich Döhren und Wülfel sowie der Wohngebiete in Kleefeld und Kirchrode die Bismarckschule nicht mehr aufnahmefähig war.

### Abspaltung der Schillerschule
Mit der großen Zahl der Schulanfänger im Herbst 1953 erreichte die Schulraumnot im Bereich der Stadt Hannover einen neuen Höhepunkt und warf die Frage nach der Gründung eines weiteren Gymnasiums auf, aus dem 1954 die Schillerschule entstand. Die Bismarckschule hatte im Schuljahr 1953/54 bereits zwei Klassen im Gebäude der Volksschule Altenbekener Damm unterbringen müssen, die Tellkampfschule eine Klasse dorthin ausgelagert.
Vorbesprechungen zwischen den Leitern der beiden Schulen und dem Leiter des Stadtschulamtes führten im Februar 1954 dazu, dass Oberschulrat Panke Herrn Böttcher von der Bismarckschule bat, die Leitung einer neuen Schule zu übernehmen. Räume fanden sich bald im Gebäude der Volksschule Bonner Straße. Da die Bismarckschule die meisten Klassen abgegeben hatte, wurde die neue Schule gegen den Protest der Tellkampfschüler und deren Eltern zunächst „Zweigstelle der Bismarckschule“ genannt. Gegen diese Bezeichnung waren auch die Eltern, die ihre Kinder entweder schon einige Jahre an den beiden Gymnasien hatten unterrichten lassen oder sie gerade glücklich durch den Probeunterricht gebracht hatten. Am 21. April 1954 begann der Unterricht der Schillerschule.

### Heute
Das nach Entwürfen von Werner Dierschke und Rudolf Christfreund 1956 errichtete Schulgebäude der Tellkampfschule steht „als herausragendes Beispiel für das Bauen der 50er Jahre in Hannover“ unter Denkmalschutz. Der Komplex findet sich nahe dem Maschsee.

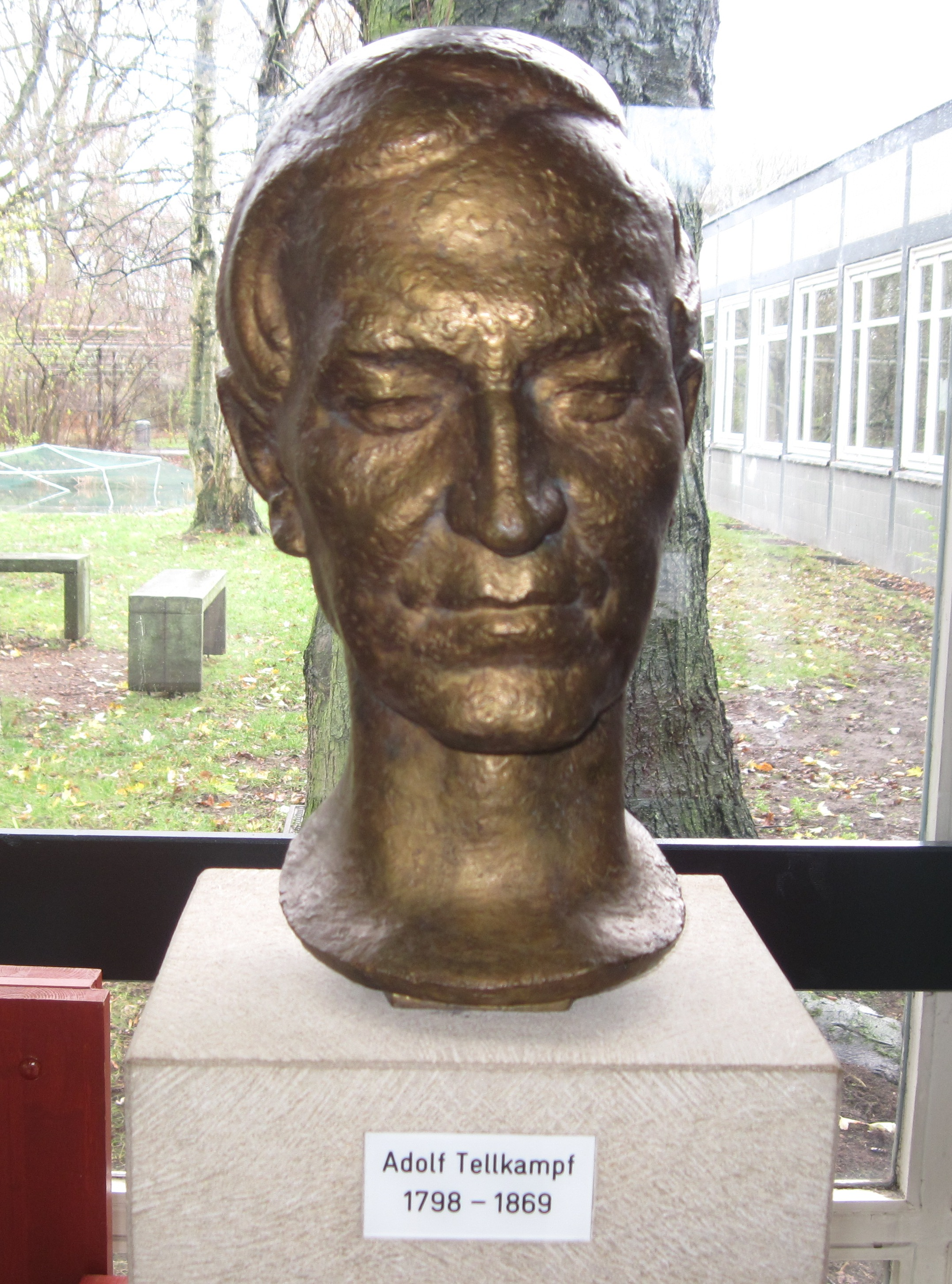
Büste von Adolf Tellkampf im Foyer der Tellkampfschule

### Die Tellkampf-Büste
Die Tellkampf-Büste wurde von dem ehemaligen Schüler der Tellkampfschule Friedrich Adolf Sötebier im Jahr 1950 für die Tellkampfschule in Hannover geschaffen. Sie steht im Foyer der Schule.
An der Sockelseite ist folgende Inschrift angebracht:
Diese Büste wurde im Jahre 1950 durch Altschüler und Bildhauer Friedrich Adolf Sötebier geschaffen und zur 175-Jahr-Feier der Tellkampfschule hier aufgestellt. Beides wurde ermöglicht durch finanzielle Mittel der Vereinigung Ehemaliger der Tellkampfschule e. V.

## Schüler und Lehrer
- Wilhelm Ahrbeck (1802–1883), Beamter, Kalligraph und Käfersammler
- Ferdinand Callin (1804–1887), Schuldirektor, Pädagoge und Publizist
- Georg Heinrich Brauns (1808–1856), Maler und Zeichenlehrer
- Wilhelm Steinmann (1817–1859), Lehrer und Herausgeber von Schulbüchern
- Theodor Colshorn (1821–1896), Schriftsteller, Freimaurer und Märchensammler
- Albert Schuster (1821–1903), Gymnasiallehrer, Schuldirektor und Autor
- Adolf Nieß (1824–1863), Maler und Zeichenlehrer
- Conrad Bube (1828–1894), Fabrikant der Hannoverschen Zollstöcke
- Georg Bokelberg (1842–1902), Bauingenieur, Architekt  und Stadtbaurat in Hannover
- Wilhelm Carl Raydt (1843–1908), Naturwissenschaftler, Erfinder der Verflüssigung der Kohlensäure und Unternehmer[2]
- Karl Ludwig Leimbach (1844–1905), Historiker, Theologe, Literaturhistoriker und Lehrer
- August Bode (1846–1921), Ingenieur, erster Vorsitzender des Weinheimer Verbandes Alter Corpsstudenten
- Wilhelm Fiehn (1851–1931), Schuldirektor, von 1886 bis 1912 an der Tellkampfschule
- Wilhelm Rodewald (1866–1926), Schriftsteller in plattdeutscher Sprache[3]
- Ferdinand Wilhelm Fricke (1863–1927), Vater und Schöpfer des hannoverschen Rasensports
- Karl Jatho (1873–1933), Flugpionier
- Siegfried Berliner (1884–1961), Physiker
- Carl Loges (1887–1958), Sport- und Gymnastiklehrer, von 1919 bis 1928 an der Tellkampfschule
- Kurt Schwitters (1887–1948), Dadaist
- Otto Gleichmann (1887–1963), Maler des Expressionismus (Zeichenlehrer 1923–1948)
- Walter Schacht (1893–nach 1953), Architekt und Gebrauchsgraphiker
- Friedrich Adolf Sötebier (1896–1973), Akademischer Bildhauer
- Fritz Neumark (1900–1991), Finanzwissenschaftler und Politikberater
- Ernst Wolfhagen (1907–1992), Maler, Grafiker und Kunsterzieher
- Heinz Erhardt (1909–1979), Schauspieler und Dichter[4]
- Karl Krolow (1915–1999), Schriftsteller
- Günther Neutze (1921–1991), Schauspieler
- Horst Michael Neutze (1923–2006), Schauspieler
- Jürgen Probst (1927–2016), Unfallchirurg
- Wilhelm Gödecke (1928–2018), Politiker
- Hanns Lothar (1929–1967), Schauspieler
- Karl Otto Pöhl (1929–2014), Präsident der Deutschen Bundesbank
- Eberhard Schmidt (1930–2011), Musiklehrer und -funktionär, von 1961 bis 1990 an der Tellkampfschule
- Helmut Flohr (* 1932), deutscher Architekt, Kommunalpolitiker, Regionalhistoriker und Buchautor[5]
- Ruprecht Vondran (* 1935), Politiker, Wirtschaftsfunktionär (insbesondere Deutsch-Japanische Beziehungen)
- Claus Henning Schapper (* 1937), Spitzenbeamter
- Leiv Warren Donnan (* 1938), Maler, Grafiker, Zeichner und Kunstlehrer
- Bernhard Ehlen (* 1939), Jesuit, Gründer von German Doctors und Religionslehrer
- Ulrich K. Preuß (* 1939), Rechts- und Politikwissenschaftler
- Jobst Plog (* 1941), ARD-Intendant
- Ulrich Kattmann (* 1941), Biologiedidaktiker und Anthropologe
- Michael Gehrke (1943–2004), Jazzorganisator, Stadtimagepfleger von Hannover
- Klaus Funke (1944–2024), Physikochemiker
- Hartmut H. Forche (* 1945), Regisseur, Schauspieler
- Manfred Kohrt (* 1947), Germanist und LInguist
- Thomas Ziehe (* 1947), Erziehungswissenschaftler, Jugendforscher
- Manfred Lohse (* 1948), Wasserbauingenieur
- Hans Jessen[6] (* 1949), Journalist
- Dieter Meschede (* 1954), Physiker
- Martin Meschede (* 1957), Geologe
- Michael F. Huse (* 1957), Regisseur
- Thomas Hermann[7] (* 1958), Bürgermeister und Ratsvorsitzender von Hannover
- Jörg-Roger Hische (1958–2015), Bürgermeister von Springe
- Giovanni di Lorenzo (* 1959), Journalist
- Udo Kelle (* 1960), Soziologe
- Steffen Seibert[6] (* 1960), Journalist, ehem. Regierungssprecher der deutschen Bundesregierung und Diplomat
- Thilo Thielke (1968–2020), Journalist
- Calle Claus (* 1971), Comiczeichner und -Texter, Illustrator und Hörspielautor
- Dennis Gansel (* 1973), Regisseur, Drehbuchautor
- Felix Gebhard, Musiker und Fotograf